# Winnetoon (Nebraska)
Winnetoon es una villa ubicada en el condado de Knox en el estado estadounidense de Nebraska. En el Censo de 2010 tenía una población de 68 habitantes y una densidad poblacional de 90,53 personas por km².

## Geografía
Winnetoon se encuentra ubicada en las coordenadas 42°30′49″N 97°57′37″O / 42.51361, -97.96028. Según la Oficina del Censo de los Estados Unidos, Winnetoon tiene una superficie total de 0.75 km², de la cual 0.75 km² corresponden a tierra firme y (0%) 0 km² es agua.

## Demografía
Según el censo de 2010, había 68 personas residiendo en Winnetoon. La densidad de población era de 90,53 hab./km². De los 68 habitantes, Winnetoon estaba compuesto por el 95.59% blancos, el 0% eran afroamericanos, el 4.41% eran amerindios, el 0% eran asiáticos, el 0% eran isleños del Pacífico, el 0% eran de otras razas y el 0% pertenecían a dos o más razas. Del total de la población el 0% eran hispanos o latinos de cualquier raza.